# يو-995
يو-995 هي يو بوت تابع للبحرية النازية من الفئة تايب سبعة سي 41. بدء بالعمل عليها في 25 نوفمبر 1942 بواسطة بلوم+فوس في هامبورغ، ألمانيا، ودخلت الخدمة في 16 سبتمبر 1943. لا تعتبر هذه الغواصة أثقل غواصات النوع تايب سبعة سي بل هناك غواصات أثقل منها. كان لدى غواصة يو 995 إزاحة قدرها 759 طنًا (747 طنًا) عندما كانت في السطح و860 طنًا (850 طنًا) في أثناء الغوص. 